# Escrevedeira-dos-caniços

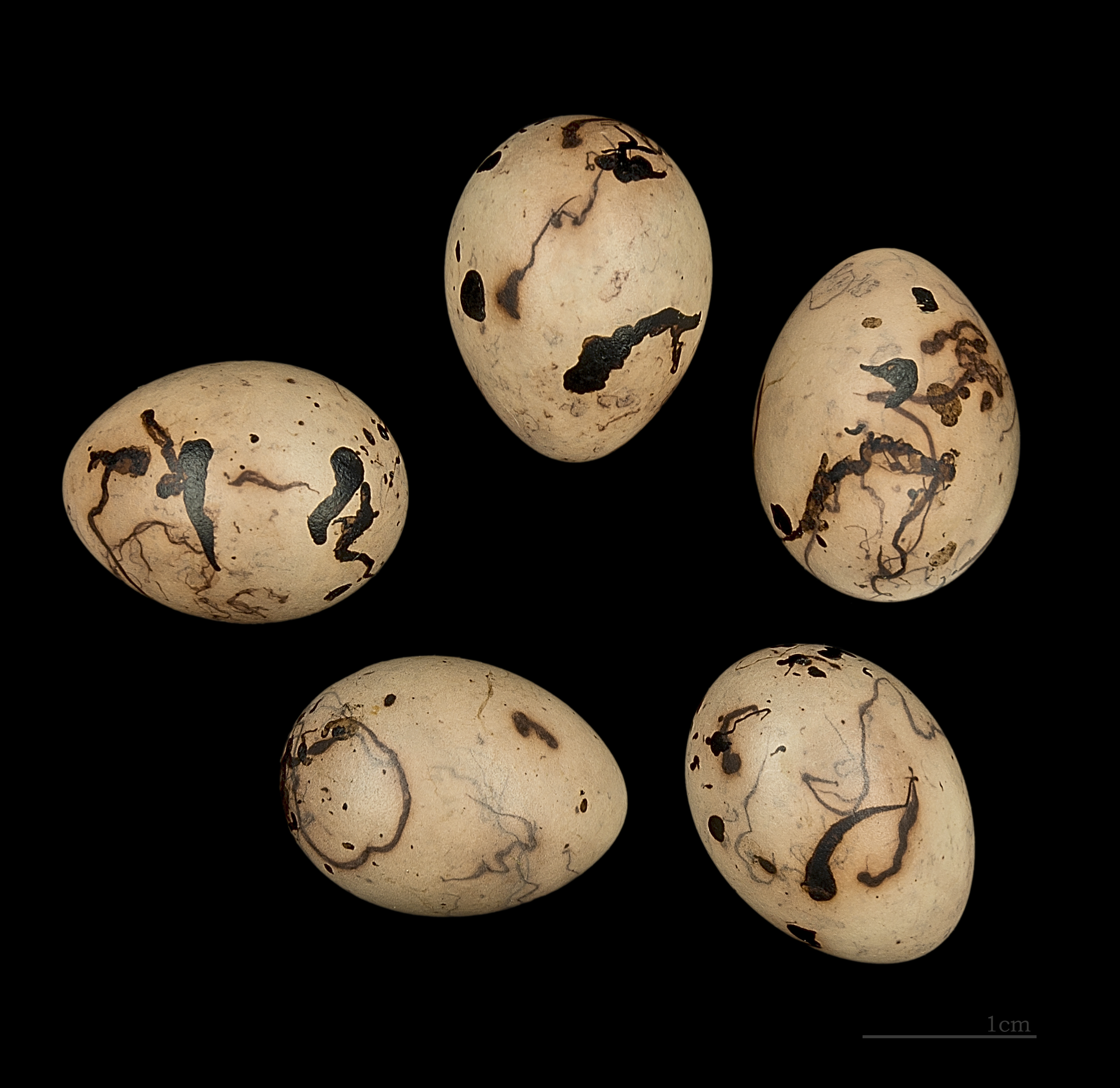
Emberiza schoeniclus

A escrevedeira-dos-caniços (Emberiza schoeniclus) é uma ave da família fringillidae.
Distribui-se por toda a Europa (a norte do paralelo 45º e localmente mais para sul) e pela Ásia. O limite setentrional da sua área de distribuição situa-se na tundra, para norte do Círculo Polar Árctico.
As populações europeias são parcialmente migradoras, deslocando-se um pouco para sul durante a estação fria, passando o Inverno na Península Ibérica e na bacia do Mediterrâneo. Em Portugal a escrevedeira-dos-caniços ocorre sobretudo de Outubro a Março, sendo rara durante a época reprodutora. Frequenta zonas de vegetação ripícola densa, como por exemplo caniçais.

## Subespécies
São actualmente reconhecidas 18 subespécies.